# Маркем (Техас)
Маркем (англ. Markham) — переписна місцевість (CDP) в США, в окрузі Матагорда штату Техас. Населення — 908 осіб (2020).

## Географія
Маркем розташований за координатами 28°57′45″ пн. ш. 96°3′50″ зх. д. / 28.96250° пн. ш. 96.06389° зх. д. (28.962548, -96.063953).  За даними Бюро перепису населення США в 2010 році переписна місцевість мала площу 5,87 км², з яких 5,83 км² — суходіл та 0,04 км² — водойми.

## Демографія
Згідно з переписом 2010 року, у переписній місцевості мешкали 1082 особи в 394 домогосподарствах у складі 289 родин. Густота населення становила 184 особи/км².  Було 448 помешкань (76/км²).
Расовий склад населення:
| - 73,0 % — білих - 12,1 % — чорних або афроамериканців - 0,2 % — корінних американців - 0,1 % — вихідців з тихоокеанських островів - 10,8 % — осіб інших рас |

До двох чи більше рас належало 3,8 %. Частка іспаномовних становила 34,9 % від усіх жителів.
За віковим діапазоном населення розподілялося таким чином: 24,5 % — особи молодші 18 років, 62,1 % — особи у віці 18—64 років, 13,4 % — особи у віці 65 років та старші. Медіана віку мешканця становила 37,8 року. На 100 осіб жіночої статі у переписній місцевості припадало 99,3 чоловіків;  на 100 жінок у віці від 18 років та старших — 98,3 чоловіків також старших 18 років.
Медіана доходів становила 42 215 доларів для чоловіків та 34 211 долар для жінок. За межею бідності перебувало 23,0 % осіб, у тому числі 47,5 % дітей у віці до 18 років та 2,8 % осіб у віці 65 років та старших.
Цивільне працевлаштоване населення становило 475 осіб. Основні галузі зайнятості: виробництво — 22,7 %, транспорт — 16,8 %, освіта, охорона здоров'я та соціальна допомога — 16,8 %.